# Krauss
Krauss oziroma Krauß je priimek več znanih oseb:
- Alison Krauss, ameriška pevka (* 1971)
- Alfred Krauss, avstrijski general in vojaški zgodovinar (1862—1938)
- Clemens Krauss, avstrijski dirigent (1883—1954)
- Paul Krauß, nemški smučarski skakalec (1917—1942)
- Viktorija (Emilija) Krauss (Ema Lucija Cecilija Viktorija Kraus) (1785—1845), Napoleonova metresa, po rodu iz Idrije
- Werner Krauß, nemški gledališki in filmski igralec (1884—1959)